# Подводная братва
«Подво́дная братва́» (англ. Shark Tale, дословно — «Акулья сказка») — американский анимационный комедийный фильм 2004 года, снятый DreamWorks Animation и распространённый DreamWorks Pictures. Режиссёрами фильма стали Вики Дженсон, Бибо Бержерон и Роб Леттерман по сценарию Леттермана и Майкла Дж. Уилсона и по оригинальной идее Марка Свифта и Дэмиэна Шеннона. В фильме задействован актёрский состав, в который входят голоса Уилла Смита, Роберта Де Ниро, Рене Зеллвегер, Анджелины Джоли, Джека Блэка и Мартина Скорсезе. В фильме рассказывается история неудачливой рыбы по имени Оскар (Смит), которая ложно утверждает, что убила сына главаря акульей мафии Дона Лино (Де Ниро) в попытке улучшить свое положение в обществе. Оскар объединяется с младшим сыном гангстера Ленни (Блэк), чтобы поддерживать видимость.
Премьера фильма «Подводная братва» состоялась на Венецианском кинофестивале 10 сентября 2004 года, а 1 октября он был выпущен в прокат в США. Он собрал 374,6 млн долларов по всему миру при бюджете в 75 млн долларов, завершив прокат на девятом месте среди самых кассовых фильмов 2004 года. Фильм получил неоднозначные отзывы критиков; правозащитные организации критиковали фильм за использование стереотипов об итало-американцах. Он был номинирован на премию «Оскар» в категории «лучший анимационный фильм» на 77-й церемонии вручения премии «Оскар».

## Сюжет
Действия разворачиваются на коралловом рифе, который является подводным мегаполисом, населённым разумными неплотоядными рыбами. А недалеко от города обитает местная мафия — акулы-аристократы, которые едят рыб и держат весь город в страхе. Главарь акул и крёстный отец хищных рыб Дон Лино имеет двух сыновей-преемников: Фрэнки и Ленни. Но Ленни не такой как все акулы: он является вегетарианцем и скрывает это от своего отца, который хочет воспитать сына плотоядным убийцей.
Одна из рыб кораллового рифа по имени Оскар — простой работник мойки для китов, работающий на подручного Дона Лино мистера Сайкса — мечтает быть кем-то бо́льшим. Коллега Оскара, Энджи, любит его и таким, но Оскар не замечает этого и считает её просто другом. Однажды Оскар становится свидетелем случайной смерти старшего сына Дона Лино по имени Фрэнки, которого случайно придавило якорем. Оскар рассказывает всему городу, что это он убил акулу. Его воспринимают как героя и, наконец, исполняется его мечта: он становится богатым и популярным, а его бывший босс становится его агентом. Но тайну Оскара случайно узнаёт Энджи, которая разочарована его ложью.
Ленни после смерти брата сбегает из дома, и вся мафия ищет его по приказу Дона Лино. Ленни знакомится с Оскаром и заводит с ним дружбу. Вместе они решают разыграть поединок на глазах у всего города, чтобы Оскар подтвердил своё умение убивать акул, а Ленни «умер» для мафии и его перестали разыскивать. Схватка удается, все уверены, что акула убита, Оскар становится ещё популярнее. Ленни меняет имя на «Себастьян» и перекрашивается в дельфина, чтобы спокойно жить среди жителей города и работать на китомойке мистера Сайкса.
Но любовь Оскара и Энджи оказывается под угрозой: красавица Лола, которая не обращала на Оскара внимания, пока он был никем, теперь поцеловала его на глазах у тысяч зрителей телетрансляции битвы героя с акулой. В результате Энджи и Оскар ссорятся. Оскар встает перед выбором: Лола или Энджи, и он выбирает Энджи. Он плывёт на китомойку, чтобы признаться Энджи в любви, но её уже похитил Дон Лино, чтобы заманить к себе Оскара и отомстить за сыновей. Идею с похищением подсказала Лола, желая отомстить Оскару за то, что тот бросил ее ради Энджи.
Во время встречи с мафией Ленни притворяется, что проглотил Энджи, удерживаемую акулами в заложниках, стараясь ее спасти, но не сдержавшись от рвотных позывов, выплёвывает героиню обратно, и главарь акул узнаёт своего сына. Дон Лино решает убить Оскара и гонится за ним. Оскар заманивает Дона Лино на китомойку и сковывает в устройстве для удерживания китов во время мойки, перед этим случайно сделав то же самое с Ленни.
Журналисты и фанаты снова обступают «победителя акул», но Оскару надоело лгать и он во весь голос признаётся, что не является победителем акул, и все сымитировал, чтобы добиться успеха. Потом Оскар признаётся Энджи в любви и она прощает его. Также Оскар предлагает Дону Лино начать новую жизнь в мире между акулами и жителями рифа, и Дон Лино соглашается. Для города наступают мирные времена, а Оскар вновь возвращается работать на китомойку, но теперь в качестве совладельца наравне с мистером Сайксом.
В сцене после титров Лола прибывает в пентхаус, чтобы извиниться перед Оскаром за свою вспыльчивость, но на неё набрасывается с ухаживаниями Безумный Джо.

## Персонажи

### Оскар
Главный герой мультфильма, губан-чистильщик. Работал чистильщиком в китомойке. Мечтает попасть в высшие прослойки общества и всё время пытается достичь свою цель лёгкими способами. Например, постоянно предлагает Сайксу какие-нибудь новые идеи. Когда он стал свидетелем гибели Фрэнки, то соврал всем, что именно он убил акулу. После этого стал самым знаменитым на Рифе и получил новое прозвище — «Античелюсть».
Чтобы жители продолжали считать его убийцей акул, они с Ленни устроили фальшивый спектакль, где Ленни — это злая акула, а Оскар побеждает её. Очень позитивный. Всегда пытается выглядеть крутым и для этого часто врёт, но при этом очень эгоистичный. Когда-то его отец был лучшим губоскрёбщиком в китомойке, и маленький Оскар гордился этим, но одноклассники дразнили его. Это послужило причиной желания стать знаменитым и пробиться в высшие прослойки общества.
Изначально Оскар жил в большом гараже. У него слабо развито чувство страха, и когда он понимает, что есть хоть какая-то защита, то начинает, наоборот, вызывающе вести себя с целью запугать других, как, например, он обзывал Дона Лино и других акул.

### Ленни
Акула-вегетарианец и сын Дона Лино — главаря акульей мафии. Очень добрый. Не может есть живых существ и поэтому питается водорослями и разными вещами. Естественно, Дону Лино это не нравится, и он всё время отчитывает сына и морально давит на него, чтобы заставить есть мясо. Не выдержав морального давления со стороны отца и брата, Ленни сбегает из дома, воспользовавшись смертью Фрэнки, и встречает Оскара. Тот отводит жить его в свой гараж в город. Позже Ленни стал работать в китомойке, замаскировавшись под дельфина.

### Энджи
Скалярия и единственная настоящая подружка Оскара. Влюблена в него. Очень добрая и честная. Часто прикрывает Оскара, когда тот опаздывает на работу. Считает, что счастье вовсе не в деньгах и славе, как думает Оскар, а в сердце. Первая узнала о массовом обмане Оскара, когда увидела Ленни в гараже.

### Сайкс
Рыба-ёж, начальник Оскара и директор китомойки. Очень эгоистичный. Любит унижать своих подчинённых, особенно Оскара. Готов пойти на всё ради денег. Также вынужден работать на Дона Лино и выплачивать ему регулярно крупные суммы, чтобы акулы не разрушали его китомойку. Дон же часто угрожает съесть Сайкса.
Когда Оскар обретает известность, Сайкс становится его личным менеджером, меняет к нему отношение и становится дружелюбным и отзывчивым, но при этом продолжает максимально извлекать себе капитальную выгоду, вынудив Оскара оплачивать половину его бюджета. Очень труслив, когда злится или впадает в истерику он раздувается, но, когда поверил в то, что Оскар — Античелюсть, тоже начал вызывающе вести себя с акулами.

### Лола
Крылатка. Она «золотоискательница», любит гулять с остальными представителями высшего света, но только ради денег. При этом она абсолютно хладнокровна и эгоистична, в чём признаётся Оскару при первой встрече. Когда тот становится Античелюстью, Лола начинает приставать к нему. Сначала Оскар был не против, но когда ему пришлось выбирать между ней и Энджи, он отказался встречаться с Лолой.

### Дон Лино
Главарь акульей мафии и главный антагонист мультфильма. Очень жестокий. Как правило, ведёт себя холодно и спокойно, но легко выходит из себя. Шантажировал Сайкса на деньги и всё время угрожал городу рыб, что разрушит его. Несмотря на всё это, он любящий отец. Ленни он любит больше всего, несмотря на то, что тот своей добротой и вегетарианством портит имидж отца, любит им хвастаться, ссылаясь на очень хороший ум, и называет его особенным, в отличие от Фрэнки.
Правда, Дон Лино всё время ругает Ленни и заставляет его есть мясо.

### Фрэнки
Сын Дона Лино, старший брат Ленни и единственный персонаж фильма, который умер. Очень кровожадный и без колебаний готов съесть рыбу живьём. Любит издеваться над Ленни и, по приказу отца, часто плавает рядом с ним, чтобы научить Ленни быть хищником. В отличие от Ленни, не блещет умом и прямолинеен. Несмотря на то, что его этичное поведение и манеры оставляют желать лучшего, Дон Лино гораздо реже ругает его, хотя любит явно меньше, чем Ленни. Фрэнки трагически погиб, когда на него упал гигантский якорь. Оскар же рассказал всем, что это он убил Фрэнки, и таким образом стал знаменитым на Рифе.

### Эрни и Берни
Медузы-близнецы. Любят слушать музыку Боба Марли, работают на Сайкса и выполняют все его приказы. Не могут дотрагиваться до других, так как их щупальца ударяют током. По непонятной причине Эрни и Берни могут трогать друг друга. Они первые узнают о ложной новости Оскара, что именно он убил акулу.

### Лука
Осьминог и подручный Дона Лино. Он выполняет его приказы и, как правило, передаёт другим его предложения или требования. С самим Доном обращается непосредственно по-простому, а не как подчинённый к боссу, например: «Эй, босс, я тебе место занял». Во всех ситуациях остаётся довольно спокойным.

### Дон Файнберг
Старая тигровая акула. Он ничего не видит, когда обращается к кому-либо, испускает газы, и акулы, находящиеся рядом, падают в обморок. Дон Файнберг — единственный, к кому Дон Лино относится с уважением.

## Роли озвучивали
- Уилл Смит — Оскар
- Роберт Де Ниро — Дон Лино, белая акула
- Рене Зеллвегер — Энджи, рыба-ангел
- Джек Блэк — Ленни, белая акула
- Анджелина Джоли — Лола, крылатка
- Мартин Скорсезе — Сайкс, рыба-ёж
- Зигги Марли — Эрни, медуза
- Даг Э. Даг — Берни, медуза
- Майкл Империоли — Фрэнки, белая акула
- Винсент Пасторе — Лука, осьминог
- Питер Фальк — Дон Айра Файнберг, тигровая акула
- Кэти Курик[3] (на премьере в США), Трэйси Гримшо[3] (на премьере в Австралии), Фиона Филлипс[4] (на премьере в Великобритании) — репортёр Кэти Каррент

## Производство
Фильм был официально анонсирован и начал сниматься в 2002 году под названием «Sharkslayer» режиссёрами выступили Вики Дженсон и Бибо Бержерон по сценарию Майкла Дж. Уилсона, а также Марк Свифт и Дэмиэн Шеннон, которые придумали сюжет фильма. К сентябрю 2003 года фильм был переименован в «Подводную братву», чтобы он звучал менее жестоко и был более семейным. Билл Дамашке, продюсер фильма, объяснил изменение названия: «В начале мы намеревались сделать фильм немного более нуарным, возможно, немного мрачнее, чем там, где мы приземлились». «Подводная братва» — первый полностью компьютерный анимационный фильм, созданный на заводе DreamWorks Animation в Глендейле, где ранее анимировались рисованные анимационные фильмы студии, а также первый компьютерный анимационный фильм, созданный не Pacific Data Images.
Джеймс Гандольфини изначально должен был озвучивать акулу-вора Дона Лино. Когда он позже отказался от участия, роль перешла к Роберту Де Ниро.
Фильм снимался одновременно с «В поисках Немо», другим анимационным фильмом, действие которого происходит под водой, который вышел на полтора года раньше. Генеральный директор DreamWorks Animation Джеффри Катценберг защищал фильм, говоря, что «любые сходства — просто совпадение. Мы были открыты с людьми из Pixar, поэтому мы не наступаем друг другу на пятки».

## Маркетинг
Burger King представил десять различных фигурок «Подводная братва» в своих детских блюдах. Более 100 миллионов продуктов The Coca-Cola Company демонстрировали «Подводную братву» на своей упаковке. Специально маркированные пакеты Minute Maid и Hi-C предлагали потребителям бесплатный ваучер на фильм с тремя подтверждениями покупки или направляли их к бесплатным ограниченным по времени загрузкам «Подводной братвы» на сайте howdoyouhangout.com. Фильм «Подводная братва» был представлен на более чем 40 миллионах упаковок продуктов General Mills, в то время как специально маркированные упаковки хлопьев поставлялись с одной из пяти мини-видеоигр «Подводной братвы» внутри. Great Clips спонсировала национальный розыгрыш, в котором разыгрывалась поездка на мировую премьеру «Подводной братвы» и другие призы, и продвигала Shark Tale на гоночном автомобиле NASCAR Кейси Кейн. Hewlett-Packard, чьи компьютеры использовались для создания фильма, спонсировала онлайн-игры и мероприятия «Подводной братвы». Krispy Kreme продавала пончики в стиле «Подводной братвы».

## Релиз

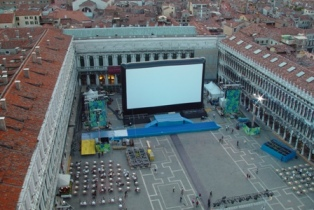
Площадь Святого Марка в Венеции за день до мировой премьеры фильма, где он был показан на самом большом в мире надувном киноэкране.

Первоначально «Подводная братва» была запланирована к выпуску на 5 ноября 2004 года, но позже была перенесена на 1 октября. Сообщается, что этот сдвиг был сделан, чтобы избежать конкуренции с «Суперсемейкой» Pixar, которая вышла в те же выходные. Мировая премьера фильма состоялась 10 сентября 2004 года на площади Сан-Марко в Венеции, Италия. Показ в рамках Венецианского кинофестиваля ознаменовал собой первый случай, когда площадь Сан-Марко была закрыта для премьеры крупного художественного фильма. Фильм был показан на самом большом надувном экране в мире, высотой более шести этажей и площадью более 3,900 квадратного фута (0,3623 м2). Для надувания потребовалось 20 000 кубических футов (570 м3) воздуха и более 50 тонн воды для стабилизации. Премьеру посетили 6000 посетителей, включая Уилла Смита, Анджелину Джоли, Роберта Де Ниро и Майкла Империоли. Джеффри Катценберг, исполнительный продюсер фильма, объяснил, что они «хотели найти уникальный способ представить этот фильм миру. Нам нужна была большая идея. ... Больше всего мы в шоу-бизнесе. Это часть шоу».

### Домашние медиа
«Подводная братва» была выпущена на VHS и DVD 8 февраля 2005 года. DVD содержал закулисные съёмки, игры и мероприятия, ляпы, прослушивание кита Джиджи, музыкальный клип Car Wash с участием Агилеры и Эллиотта и короткометражный фильм «Club Oscar». Фильм был выпущен на Game Boy Advance Video 17 ноября и на Blu-ray 5 февраля 2019 года.

## Критика
Рейтинг мультфильма по версии Rotten Tomatoes составил 35 %, с пометкой, что мультфильм получился второсортным, испещрённым шутками на тему поп-культуры. В другом сайте-аггрегаторе Metacritic, фильм набрал 48 баллов из 100 и получил преимущественно смешанные и сдержанные отзывы. Одновременно зрители в общем позитивно оценили мультфильм и по результатам отзывов CinemaScore, средняя оценка мультфильма составила «A-» при оценочной шкале от «A+» до «F».
Содержание мультфильма вызывало протесты у Джона Манчини, основателя итальянского института Америки, ещё до выхода мультфильма, который по его мнению продвигает негативный стереотипный образ итальянцев в США. DreamWorks отреагировали на обвинения и изменили имя одного персонажа, Дона Бриззи на Дона Файнберга. Однако Манчини продолжал настаивать на том, чтобы любые намёки на всё итальянское, включая имена, манеру поведения и стиль языка были убраны из картины. Также мультфильм привлёк внимание христианский консервативной организации American Family Association, которые выразили озабоченность необычной внешностью персонажей и обвинили DreamWorks в пропаганде гомосексуальности.
Роджер Эберт дал мультфильму две звезды из 5, отметив, что «Поскольку явная основная целевая аудитория мультфильма это дети и подростки, сколько из них смотрели фильм „Крёстный отец“ и поймут связанные с данным фильмом шутки? Странно, что ориентированный на детей фильм основан на пародировании гангстерского фильма 70-х годов для взрослых. Детям будет сложно понять сюжет с взрослыми персонажами с их взрослыми проблемами, в частности наличие любовного треугольника, или ростовщичества.» Критик сравнил «Подводную братву» с другим недавно вышедшим мультфильмом на тему подводного мира «В поисках Немо», вторая лента по мнению критика получилась гораздо удачнее, так как там сюжет понятен детям, и им легче сочувствовать главным героям. Ричард Ропер — другой критик — также отметил, что хотя мультфильм «Подводная братва» не дотягивает до уровня «Немо», он всё таки стоит того, чтобы его посмотреть.